# Grusonia vilis
Grusonia vilis ist eine Pflanzenart in der Gattung Grusonia aus der Familie der Kakteengewächse (Cactaceae). Das Artepitheton vilis bedeutet ‚wohlfeil, billig, verächtlich‘.

## Beschreibung
Grusonia vilis wächst kriechend und bildet mehrere Meter breite Matten von 10 bis 15 Zentimeter Höhe. Die anfangs niederliegenden Triebabschnitte werden mit der Zeit aufsteigend oder aufrecht. Endständige Triebabschnitte stehen senkrecht. Sie sind hellgrün, keulenförmig, angeschwollen, niedrig gehöckert und bis zu 5 Zentimeter lang. Junge Areolen sind weiß bewollt. Die rötlichen Dornen an den niederliegenden Triebabschnitten sind drehrund, etwas aufgeraut und besitzen eine weiße Spitze. Die Dornen der keulenförmigen Triebabschnitten sind rötlich mit einer gelblich weißen Spitze und 1 bis 4 Zentimeter lang. Es sind mehr als zwölf Randdornen vorhanden.
Die leuchtend purpurfarbenen Blüten erreichen Längen von bis zu 4 Zentimeter. Die hellgrünen, gehöckerten und bedornten Früchte werden beim Trocknen dunkler. Sie sind 2,5 bis 3 Zentimeter lang.

## Verbreitung, Systematik und Gefährdung
Grusonia vilis ist in den mexikanischen Bundesstaaten Chihuahua, Durango, San Luis Potosí und Zacatecas in Höhenlagen von 1195 bis 1900 Metern verbreitet.
Die Erstbeschreibung als Opuntia vilis erfolgte 1909 von Joseph Nelson Rose. Harold Ernest Robinson stellte die Art 1973 in die Gattung Grusonia. Ein weiteres nomenklatorisches Synonym ist Corynopuntia vilis (Rose) F.M.Knuth (1936).
In der Roten Liste gefährdeter Arten der IUCN wird die Art als „Least Concern (LC)“, d. h. als nicht gefährdet geführt. Die zukünftige Entwicklung der Populationen ist unbekannt.

## Nachweise